# Elachista averta
Elachista averta é uma espécie de insetos lepidópteros, mais especificamente de traças, pertencente à família Elachistidae. Foi descrita por Lauri Kaila em 2011. É encontrada na Austrália, na região de Nova Gales do Sul e Queensland.
A envergadura dos espécimes machos varia de 9,3 a 9,9 milímetros. A cor das asas dianteiras varia de branco cremoso a cinza pálido acastanhada. As asas traseiras são de coloração cinza pálida.